# ديفيد دبليو. بيتس
ديفيد دبليو. بيتس (بالإنجليزية: David W. Bates)‏ هو طبيب أمريكي، ولد في 5 يونيو 1957 في ماديسون في الولايات المتحدة.